# Claude Landenbergue
Claude Landenbergue (* 24. März 1964) ist ein Schweizer Schachspieler.
1984 gewann er den Schweizer Einzelpokal, den Coupe Suisse. Mit der Schweizer Nationalmannschaft nahm er an drei Schacholympiaden (1990 bis 1994) und drei Mannschaftseuropameisterschaften (1989, 2003 und 2007) teil. Für den Schweizerischen Schachbund trainiert er die Jugendnationalmannschaft.
Die Schweizer Nationalliga A gewann er 1989 und 1997 mit der SG Biel sowie 2012, 2015 und 2019 mit dem Club d’Echecs de Genève. Die Schweizer Schachbundesliga gewann er 2009/10 mit Valais. Den Schweizer Team-Cup gewann er 1991, 2004 und 2008 mit dem Club Bois-Gentil Genf. Er spielte auch schon für den SK Bern. In Frankreich spielt er für den C.E. de Bois-Colombes. Am European Club Cup nahm Landenbergue 2005 mit der SG Biel sowie 2013, 2015 und 2016 mit dem Club Bois-Gentil Genf teil.
Den Titel Internationaler Meister trägt er seit 1989. Die Elo-Zahl des Schachspielers aus Onex beträgt 2332 (Stand: Februar 2023), er wird jedoch als inaktiv gewertet, da er seit dem Coup de Leman im August 2020 in Genf keine Elo-gewertete Partie mehr gespielt hat. Seine bisher höchste Elo-Zahl war 2458 im Juli 2007, im selben Jahr erreichte er in der Nationalliga A seine erste Grossmeister-Norm.